# Åsta Gudbrandsdatter
Åsta Gudbrandsdatter (Ásta Guðbrandsdóttir en vieux norrois) est une princesse norvégienne de la fin du Xe siècle et du début du XIe siècle.

## Biographie
Åsta est la fille de Gudbrand Kula (no) d'Oppland. Son premier mari est Harald Grenske, roi du Vestfold. Il trouve la mort vers 986, après avoir tenté de contraindre Sigrid Storråda à l'épouser. Cette dernière le fait périr dans l'incendie d'un grand hall afin de dissuader ses autres prétendants.
Veuve, Åsta retourne auprès de son père, dans l'Oppland, où elle donne naissance à un fils, Olaf, roi de Norvège de 1015 à 1028. Elle se remarie avec Sigurd Syr, roi du Ringerike. C'est vers cette période qu'elle reçoit le baptême, sous l'influence du roi Olaf Tryggvason. Åsta et Sigurd ont cinq enfants : deux filles, Gunnhild et Ingerid, et trois fils, Guttorm, Halfdan et Harald. Ce dernier est à son tour roi de Norvège de 1046 à 1066.

## Arbre généalogique
|  |  | Harald Grenske roi du Vestfold | Harald Grenske roi du Vestfold | Harald Grenske roi du Vestfold | Harald Grenske roi du Vestfold | Harald Grenske roi du Vestfold | Harald Grenske roi du Vestfold |                     |                     |                     |                     |                     |                     |  |  | Åsta    | Åsta    | Åsta    | Åsta    | Åsta    | Åsta    |  |  |          |          |          |          | Sigurd Syr roi du Ringerike | Sigurd Syr roi du Ringerike | Sigurd Syr roi du Ringerike | Sigurd Syr roi du Ringerike | Sigurd Syr roi du Ringerike | Sigurd Syr roi du Ringerike |         |         |         |         |  |  |         |         |         |         |         |         |  |  |                       |                       |                       |                       |                       |                       |  |  |  |  |
|  |  | Harald Grenske roi du Vestfold | Harald Grenske roi du Vestfold | Harald Grenske roi du Vestfold | Harald Grenske roi du Vestfold | Harald Grenske roi du Vestfold | Harald Grenske roi du Vestfold |                     |                     |                     |                     |                     |                     |  |  | Åsta    | Åsta    | Åsta    | Åsta    | Åsta    | Åsta    |  |  |          |          |          |          | Sigurd Syr roi du Ringerike | Sigurd Syr roi du Ringerike | Sigurd Syr roi du Ringerike | Sigurd Syr roi du Ringerike | Sigurd Syr roi du Ringerike | Sigurd Syr roi du Ringerike |         |         |         |         |  |  |         |         |         |         |         |         |  |  |                       |                       |                       |                       |                       |                       |  |  |  |  |
|  |  |                                |                                |                                |                                |                                |                                |                     |                     |                     |                     |                     |                     |  |  |         |         |         |         |         |         |  |  |          |          |          |          |                             |                             |                             |                             |                             |                             |         |         |         |         |  |  |         |         |         |         |         |         |  |  |                       |                       |                       |                       |                       |                       |  |  |  |  |
|  |  |                                |                                |                                |                                |                                |                                |                     |                     |                     |                     |                     |                     |  |  |         |         |         |         |         |         |  |  |          |          |          |          |                             |                             |                             |                             |                             |                             |         |         |         |         |  |  |         |         |         |         |         |         |  |  |                       |                       |                       |                       |                       |                       |  |  |  |  |
|  |  |                                |                                |                                |                                |                                |                                | Olaf roi de Norvège | Olaf roi de Norvège | Olaf roi de Norvège | Olaf roi de Norvège | Olaf roi de Norvège | Olaf roi de Norvège |  |  | Guttorm | Guttorm | Guttorm | Guttorm | Guttorm | Guttorm |  |  | Gunnhild | Gunnhild | Gunnhild | Gunnhild | Gunnhild                    | Gunnhild                    |                             |                             | Halfdan                     | Halfdan                     | Halfdan | Halfdan | Halfdan | Halfdan |  |  | Ingerid | Ingerid | Ingerid | Ingerid | Ingerid | Ingerid |  |  | Harald roi de Norvège | Harald roi de Norvège | Harald roi de Norvège | Harald roi de Norvège | Harald roi de Norvège | Harald roi de Norvège |  |  |  |  |